# Château d'Etry
Le château d'Etry est situé sur la commune d'Annet-sur-Marne en Seine-et-Marne.

## Description
Ancien fief construit au XVIIIe siècle par l’architecte Perronet (il réalisa de nombreux ponts dont un très célèbre, le pont de la concorde à Paris), la demeure conserve des éléments de décors de cette époque, des boiseries, des plaques de cheminée, un balcon en fer forgé et un beau pigeonnier à pied.

## Historique
Le château fut la résidence du vicomte François Joseph Chaussegros de Léry, Général d'Empire, ancien Maire de la commune, et son épouse, Madame la vicomtesse de Léry, fille du Maréchal Kellerman, Duc de Valmy. Son dernier propriétaire, Pierre Henri Domange, maire d’Annet en 1923, en fit don à l’assistance publique des Hôpitaux de Paris. Le château abrite un centre qui a pour vocation d'accueillir des préadolescents et adolescents de la ville de Paris en difficultés familiales, sociales et scolaires, de 12 ans et demi à 16 ans, pour une durée généralement de deux ans, et plus rarement de trois ans, dans le cadre d'un placement administratif ou judiciaire par le juge des enfants.